# Ulf Ekberg
Ulf Ekberg (født 6 december 1970 i Gøteborg) er en svensk popsanger og musiker, alias "Buddha". 
Ekberg grundlagde gruppen Ace of Base sammen med Jonas Berggren 1989. Ulf Ekberg og Jonas Berggren blev senere sangskriverparret "Joker & Buddha" som producerede og skrev de fleste Ace of Base sange.
Ace of Base er med sine 23 millioner solgte album af Happy Nation med i Guinness Rekordbog for det mest solgte debutalbum nogensinde. 1993 toppede de både Billboards singleliste og albumliste i seks uger med The Sign og solgte som eneste ikke-amerikanske band diamant på albummet. I USA nomineredes Ace of Base til tre Grammy Awards, vandt to American Music Awards samt to Billboard Awards. Ace of Base toppede lister over hele verden i 90'erne og har udgivet fire album samt et samlingsalbum med fire nye sange.
I 1993 kom Ekbergs tidligere medlemskab i et ny-nazistisk rockband midt i 80'erne frem i den svenske avis Expressen. Efter først at have benægtet historien valgte Ekberg senere at indrømme overfor pressen. Efterfølgende har Ekberg taget kraftigt afstand til den ny-nazistiske scene, hvilket bl.a. førte til dødstrusler fra denne kreds.
Ekberg har mellem 1996-2005 produceret international musik, lavet TV-produktioner, film og events. Han skænker årligt penge til cancerforskning, blandt andet ved forskellige galla-arrangementer. Han støtter et projekt som på forskellig vis arbejder med at forbedre børns vilkår rundt om i verden og han har været aktiv i bekæmpelse af HIV i Afrika. Han har været engageret i flere projekter med bl.a. UNESCO og Rädda Barnen. Ekberg har endda, i flere år, arbejdet som strategisk rådgiver for globale konsumentmærker samt været aktiv i et større antal internationale "tænketanke" for både miljøspørgsmål og global business.
Efter at have oplevet tsunamien på Phuket i Thailand december 2004 startede Ekber 'Surin Relief Fund', som fokuserer på fattige og forældreløse børn.
Ekberg er med i flere virksomheder, bl.a. i modehuset J.Lindeberg Asien.

## Kompositioner og produktioner

### Med Jonas Berggren
- Wheel of Fortune
- All That She Wants
- Young and Proud
- Living In Danger
- My Mind
- Dancer In a Daydream
- Dimension of Depth (Instrumental)
- Happy Nation
- Voulez-Vous Danser
- Waiting For Magic
- Münchhausen (Just Chaos)

### Med Jonas, Jenny, og Malin Berggren
- Hear Me Calling
- Love In December
- Change With the Light

### Med Stonestream og John Ballard
- Que Sera
- Perfect World
- Edge of Heaven

### Med John Ballard
- Slow Down (under navnet Metrix sammen med bl.a. Shirley Clamp, "Katie" og "Cream".)
- Mercy Mercy
- I Pray
- Don't Go Away

## Sang på
- Wheel of Fortune
- Living In Danger
- My Mind
- All that she wants
- Happy Nation
- Don't Turn Around
- Waiting For Magic
- Fashion Party
- Münchhausen (Just Chaos)
- Hear Me Calling
- Perfect World
- I Pray
- Change With the Light
- Mr. Replay